# 심층생태주의

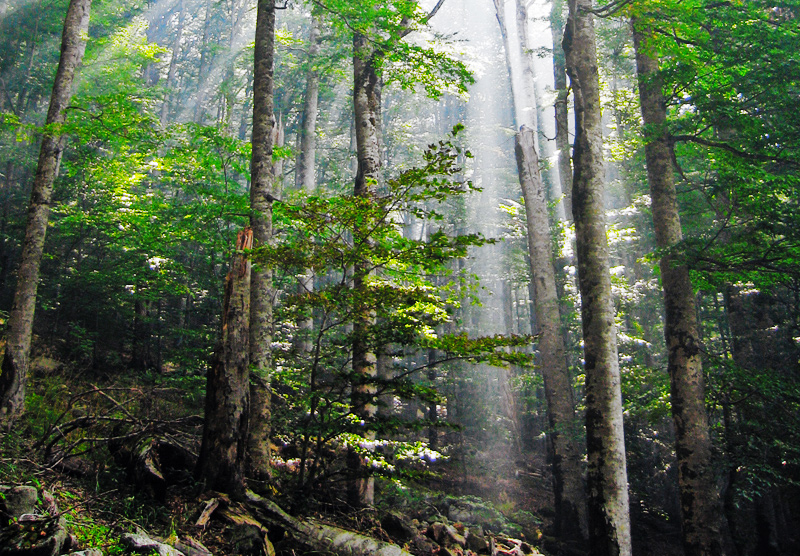

심층생태주의(노르웨이어: Djupøkologi, 영어: Deep ecology, 한자: 深層生態主義)는 1973년 노르웨이의 철학자 네스(노르웨이어: Arne Næss)가 최초로 사용하고 정립화한 용어이며, 생태계 위기의 근본적인 원인은 모든 자연 가치관을 인간적 측면에서 평가하고, 자연을 인간의 욕망을 충족시키기 위한 자원 또는 물질로 파악하는 인간 중심적 사고방식에 있다고 주장하는 이론 또는 사상, 철학이다. 심층생태론자들은 환경 문제를 인간적 측면에만 집중하여 해결하려는 자들을 '표층생태학자(영어: shallow ecology)'라고 비판한다. 심층생태주의는 근본생태학라고도 하는데, 전자는 심층생태주의자들이 자신들을 자칭할 때 쓰는 표현으로써 많이 사용되고 있지만, '근본생태학'는 심층생태주의를 비판 또는 비평하는 사람들에 의해 많이 쓰이는 단어이다. 다른 말로는 심층생태론, 근본생태론이라고도 한다.

## 개요
처음에는 네스에 의해 주창되었고, 후에는 게리 스나이더(영어: Gary Snyder), 워윅 폭스(영어: Warwick Fox), 조지 세션즈(영어: George Sessions), 프리초프 카프라(영어: Fritjof Capra)와 같은 환경주의 학자들에 의해 이론적으로 계승되었다.
심층생태론은 인간의 내부와 지구에 존재하는 모든 생명체의 본성은 본래 가치를 지니고 있기 때문에 인간은 생명을 유지하기 위해 반드시 필요한 자연 요소들을 제외하고는 생명의 풍요로움과 다양함을 해칠 권리가 없다고 주장하고 있다. 심층생태론에 따르면 인간은 자연의 틀에서 분리될 수 없어서 인간도 자연의 일종이므로, 모든 자연을 통일된 하나의 '전체화'된 개념으로 보고, 인간의 행위가 생태계에 어떠한 영향을 미치는지 평할 때도 인간에게 직간접적으로 작용하는 사회, 경제, 문화 등 다양한 방면에서 평가해야 하며, 또한 자연 생태계에 어떠한 영향을 미치는가도 따져야 한다. 이러한 이유에서 환경주의자인 조지 세션즈와 노르웨이의 철학자 네스는 공동연구로 심층생태주의에 대해 다음과 같은 여덟 개의 강령으로 정리하였는데 그 내용은 즉슨
1. 지구 상의 인간과 인간을 제외한 생명의 안녕과 번영은 그 자체로서 가치를 가진다. 이 가치들은 자연계가 인간의 목적을 위해 얼마나 유용한가 하는 문제와는 독립해 있다.
2. 생명체의 풍부함과 다양성은 이러한 가치의 실현에 이바지하며 또한 그 자체로서 가치를 가진다.
3. 인간들은 생명유지에 필요한 것들을 만족하게 하기 위한 경우를 제외하고는 이러한 풍부함과 다양성을 감소시킬 권리가 없다.
4. 인간의 생명과 문화의 반영은 실질적으로 더 적은 인구와 양립한다. 인간을 제외한 생명의 번영은 더 적은 인구를 요구한다.
5. 현재 인간의 자연계에 대한 간섭은 과도하며, 그 상황은 빠르게 악화되고 있다.
6. 따라서 정책이 변해야 한다. 이러한 정책들은 근본적인 경제적, 기술적 그리고 이데올로기적 구조들에 영향을 미친다. 그 결과 발생할 상태는 현재와는 매우 달라질 것이다.
7. 이데올로기 변화는 더 높은 생활수준에 집착하기보다는 주로 생활의 질, 내재적 가치에 대한 평가와 관련될 것이다. 그렇게 되면 단순히 큰 것과 꼭 필요한 위대한 것의 차이를 심오하게 인식하게 될 것이다.
8. 이상의 강령에 동의하는 사람은 직간접적으로 필요한 변화를 실행하고자 하는 의무를 지닌다. 심층생태론은 생태적 세계관으로 전환하기 위해 동양의 노장사상과 선불교, 그리고 기독교의 영성주의 등이 필요하다고 주장한다.

이러한 내용을 포함한 심층생태주의는 생태계 파괴의 본질적인 문제를 깔끔하고, 누구나 알아들을 수 있게 쉽게 정리한 것으로 평가된다.

## 비판
왜곡된 심층생태주의적 사고관은 반성장주의, 반이성주의, 반지성주의를 불러올 수도 있으며, 생태계 파괴 원인을 모두 인간 전체의 탓으로 돌리는 인류혐오주의나 생태전체주의로도 변질될 수 있다.

## 인물
| - 데이비드 에이브럼 - 마이클 애셔 - 주디 베리 - 토머스 베리 - 웬델 베리 - 레오나르도 보프 - 프리초프 카프라 - 마이클 다우드 - 비비안 엘란타 - 데이비드 포어먼 - 워윅 폭스 - 첼리스 글렌다이닝 - 에드워드 골드스미스 - 펠릭스 가타리 - 폴 호킨 - 마틴 하이데거 - 데릭 젠슨 - 사티쉬 쿠마르 - 도로레스 라차펠 - 펜티 린콜라 - 존 리빙스턴 - 헨리 데이비드 소로 | - 조아나 매시 - 제리 맨더 - 프레야 메튜즈 - 테렌스 멕케나 - 빌 맥키븐 - 아르네 네스 - 데이빗 오턴 - 발 플룸우드 - 다니엘 퀸 - 시어도 로잭 - 존 시드 - 폴 셰퍼드 - 반다나 시바 - 게리 스나이더 - 리처드 설리번 - 더글라스 톰킨스 - 존 저잔 |

## 같이 보기
- 생태학